# Dentale klik
De dentale klik is een groep van kliks die voorkomen in enkele Afrikaanse talen, en in het Damin-jargon in Australië.
Het symbool voor de klank in het Internationaal Fonetisch Alfabet is ǀ. Het symbool in X-SAMPA is |\. Enkele versies van de dentale klik zijn:
- [ǀ]?, [k͡ǀ]?, of [ǀ͡k]? stemloze velaire dentale klik
- [ɡ͡ǀ]? of [ǀ͡ɡ]? stemhebbende velaire dentale klik
- [ŋ͡ǀ]? of [ǀ͡ŋ]? nasale velaire dentale klik
- [q͡ǀ]? of [ǀ͡q]? stemloze uvulaire dentale klik
- [ɢ͡ǀ]? of [ǀ͡ɢ]? stemhebbende uvulaire dentale klik
- [ɴ͡ǀ]? of [ǀ͡ɴ]? nasale uvulaire dentale klik

## Kenmerken
- De manier van articulatie is een luide, affricaat-achtige vrijlating.
- Er zijn twee articulatiepunten. Het voorste punt is dentaal of alveolaar en laminaal. Het achterste punt is velaar of uvulaar.
- Een dentale klik kan zowel oraal als nasaal zijn.
- Het is een centrale medeklinker.
- Het luchtstroommechanisme is linguaal-ingressief.

Deze pagina bevat fonetische informatie in het IPA, die in sommige browsers mogelijk niet correct wordt weergegeven.
Waar symbolen in paren voorkomen, vertegenwoordigt het rechter teken een stemhebbende medeklinker. Gearceerde gebieden bevatten medeklinkers die worden beschouwd als onuitspreekbaar.
Zie ook: IPA, Klinkers